# Cladotanytarsus ecristatus
Cladotanytarsus ecristatus är en tvåvingeart som beskrevs av Reiss 1991. Cladotanytarsus ecristatus ingår i släktet Cladotanytarsus och familjen fjädermyggor.
Artens utbredningsområde är Marocko. Inga underarter finns listade i Catalogue of Life.